# Alejandra Guzmán
Gabriela Alejandra Guzmán Pinal (Cidade do México, 9 de fevereiro de 1968) é uma atriz, cantora e compositora mexicana.

## Discografia
- Bye mamá (1988)
- Dame tu amor (1989)
- Eternamente bella (1990)
- Flor de papel (1991)
- Libre (1993)
- Enorme (1994)
- Cambio de piel (1996)
- La Guzmán (1997)
- Algo natural (1999)
- Soy (2001)
- Alejandra Guzmán en Concierto (2003)
- Lipstick (2004)
- Indeleble (2006)
- Fuerza (2007)
- Único (2009)
- 20 Años de Éxitos en Vivo con Moderatto (2011)
- Primera fila (2013)